# پدر عروس (فیلم ۱۹۹۱)
پدر عروس (انگلیسی: Father of the Bride) فیلمی در ژانر کمدی به کارگردانی چارلز شایر است که در سال ۱۹۹۱ منتشر شد.

## بازیگران
- استیو مارتین
- دایان کیتن
- کیمبرلی ویلیامز-پیزلی
- مارتین شورت
- کیرن کالکین
- جورج نیوبرن
- بی‌دی ونگ
- پیتر مایکل گوتز
- چانسی لئوپاردی
- یوجین لوی
- ریچارد پورتنو
- سارا رز کار